# Chiesa di San Gregorio Papa (San Gregorio nelle Alpi)
La chiesa di San Gregorio Papa, o più semplicemente chiesa di San Gregorio, è la parrocchiale di San Gregorio nelle Alpi, in provincia di Belluno e diocesi di Belluno-Feltre; fa parte della convergenza foraniale di Sedico-Santa Giustina.

## Storia
La primitiva pieve di San Gregorio sorse tra i secoli VIII e IX, anche se la prima citazione che ne certifica l'esistenza è la bolla di papa Lucio III del 1185, in cui si parla espressamente della Plebem S. Gregorii cum capellis suis.
Nel 1479 la chiesa venne riedificata, per poi essere interessata da un intervento di rifacimento nel 1670.

La struttura venne nuovamente rimaneggiata nel 1912, allorché furono costruite le due navate laterali su disegno di Alberto Alpago Novello, affiancato da Enrico De Conz.

## Descrizione

### Esterno

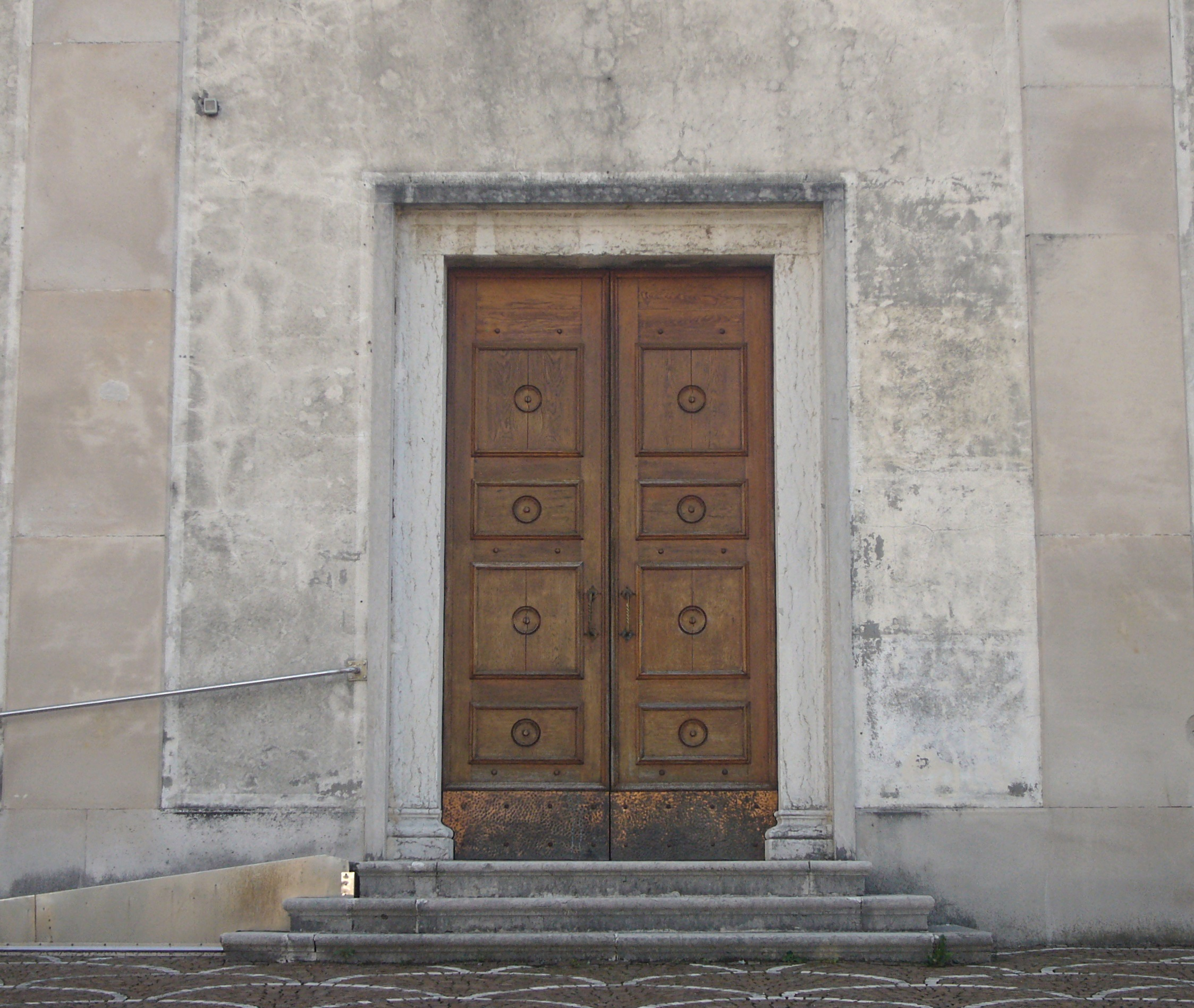
Il portale maggiore

La chiesa è preceduta dal monumento ai caduti, a fianco del quale sono posizionati due cannoni della prima guerra mondiale.
La facciata a salienti della chiesa, che volge a occidente, è composta tre corpi: quello centrale è tripartito da quattro lesene, è caratterizzato dal portale maggiore delimitato da cornice ed è concluso dal timpano triangolare, mentre le due ali laterali presentano i due ingressi secondari e si concludono con due paraste angolari.
Annesso alla parrocchiale è il campanile a pianta quadrata, la cui cella presenta una monofora per lato ed è sormontata da una lanterna a base ottagonale, coronata da merlatura.

### Interno
L'interno dell'edificio si compone di tre navate; al termine dell'aula si sviluppa il presbiterio, a sua volta chiuso dall'abside quadrata.

L'opera di maggior pregio è la pala raffigurante la Madonna col Bambino affiancata dai Santi Gregorio e Valentino, eseguita nel 1519 da Moretto da Brescia, ma in passato attribuita a Lorenzo Luzzo.